# Ofensiva de Sétif
La ofensiva de Sétif fue un ataque del ejército argelino de dos semanas de duración contra el Grupo Salafista para la Predicación y el Combate (GSPC) cerca de las montañas Babor en la provincia de Sétif en septiembre de 2003.

## Descripción
Las fuerzas armadas en ese momento comenzaron una campaña para eliminar los restos del Grupo Armado Islámico y del GSPC, que al parecer contaba con 400 combatientes. En uno de sus ataques más exitosos posterior a la guerra civil argelina, el Ejército Nacional Popular de Argelia mató con éxito a 150 militantes rebeldes del GSPC. Los periódicos argelinos informaron que se encontraron 105 cadáveres de rebeldes en cuevas cerca de los montes de Babors después de un intenso bombardeo de artillería. Una semana antes, la ofensiva del gobierno mató a 15 miembros del GSPC y sólo unos pocos focos de rebeldes quedaron en Argelia.